# Ask Yourself
「Ask Yourself」（アスク ユアセルフ）は、KAT-TUNの27作目のシングル曲。2018年4月18日にJ Stormから発売された。

## 概要
表題曲の「Ask Yourself」はメンバーの亀梨和也主演の関西テレビ制作・フジテレビ系火曜ドラマ『FINAL CUT』の主題歌。通常盤初回プレスのカップリングには、上田竜也が主演を務めた舞台『新世界ロマンスオーケストラ』の劇中歌など、各メンバーのソロ曲が収録された。
2016年5月1日をもって充電期間に入っていたが、2018年1月1日にジャニーズカウントダウンにて活動再開を発表し、2018年および活動再開後第1弾シングルである。
また、田口淳之介が脱退し、3人体制になってから初のシングルとなった。

## チャート成績
13.8万枚を売り上げ、4月30日付の週間オリコンシングルチャートでデビュー作から27作連続となる1位を獲得した。

## 収録曲

### CD

#### 通常盤・初回限定盤
※「Sweet Birthday」以降、通常盤のみ収録。
1. Ask Yourself [3:40]
作詞：川口進・MiNE、作曲：MiNE・Marta Grauers、編曲：立山秋航
  - 亀梨和也主演 関西テレビ制作・フジテレビ系ドラマ「FINAL CUT」主題歌
2. Sweet Birthday [4:42]
作詞：hartog・MiNE、作曲：Christoffer Lauridsen・Jimmy Claeson、編曲：Christoffer Lauridsen、佐々木博史
  - JR博多シティ7周年イメージソング
3. FUNtastic [4:25]
作詞：坂室賢一・BUBBLES、作曲：Takuya Harada・King of slick、編曲：清水哲平、ブラスアレンジ：井上泰久
  - 日本テレビ系プロ野球中継「FUN! BASEBALL!!」テーマソング
  - 日本テレビ系「Going!Sports&News」テーマソング（2018年3月31日 - ）
  - Paravi 『KAT-TUNの世界一タメになる旅!+』 テーマソング
4. Real Face#2 [5:09]
作詞：スガシカオ、作曲：松本孝弘、編曲：CHOKKAKU
  - デビューシングルの再録バージョン
5. Ask Yourself（オリジナル・カラオケ）
6. Sweet Birthday（オリジナル・カラオケ）
7. FUNtastic（オリジナル・カラオケ）

#### 通常盤 / 初回プレス仕様
1. Ask Yourself
2. Wonderful World [4:13] - 亀梨和也
作詞：亀梨和也、作曲：Stephan Elfgren・Justin Reinstein、編曲：Stephan Elfgren
  - 日本テレビ系「Going!Sports&News」テーマソング（2017年4月1日 - 2018年3月25日）
3. 俺メロディ [4:33] - 上田竜也
作詞：根本宗子・大森靖子、作曲：大森靖子、編曲：鈴木大記
  - 上田竜也主演 舞台「新世界ロマンスオーケストラ」劇中歌
4. The way [3:59] - 中丸雄一
作詞：松村豪、作曲：LASTorder、編曲：LASTorder・川端正美
  - 中丸雄一主演 舞台「中丸君の楽しい時間2」劇中歌

### DVD
※初回限定盤のみ
1. Ask Yourself（ビデオ・クリップ+メイキング）